# Cupa României 1984/85
Der Cupa României in der Saison 1984/85 war das 47. Turnier um den rumänischen Fußballpokal. Sieger wurde zum 14. Mal Steaua Bukarest, das sich im Finale am 23. Juni 1985 gegen Universitatea Craiova durchsetzen konnte. Da Steaua auch die Meisterschaft für sich entscheiden konnte, qualifizierte sich Uni Craiova für den Europapokal der Pokalsieger. Titelverteidiger Dinamo Bukarest war im Halbfinale gegen den neuen Titelträger ausgeschieden.

## Modus
Die Klubs der Divizia A stiegen erst in der Runde der letzten 32 Mannschaften ein. Ab dem Achtelfinale fanden alle Spiele – abgesehen vom Finale, das traditionell in Bukarest ausgetragen wurde – auf neutralem Platz statt. Es wurde jeweils nur eine Partie ausgetragen. Stand diese nach 90 Minuten unentschieden, folgte eine Verlängerung von 30 Minuten. Falls danach noch immer keine Entscheidung gefallen war, wurde die Entscheidung im Elfmeterschießen herbeigeführt.

## Sechzehntelfinale
| Datum             |                             | Ergebnis              |                       |
| ----------------- | --------------------------- | --------------------- | --------------------- |
| 29. November 1984 | Dinamo-Victoria Bukarest    | 3:1                   | Gloria Buzău          |
|                   | Sportul Muncitoresc Caracal | 0:1 n. V.             | Rapid Bukarest        |
|                   | Steaua CFR Cluj             | 1:6                   | Steaua Bukarest       |
|                   | Viitorul Drăgășani          | 0:3                   | SC Bacău              |
|                   | Nitramonia Făgăraș          | 3:5                   | Corvinul Hunedoara    |
|                   | Unirea Dinamo Focșani       | 0:2                   | Sportul Studențesc    |
|                   | Dunărea CSU Galați          | 2:0                   | AS Armata Târgu Mureș |
|                   | Cimentul Medgidia           | 1:1 n. V. (3:4 i. E.) | FCM Brașov            |
|                   | AS Mizil                    | 3:2 n. V.             | FC Olt Scornicești    |
|                   | Minerul Oravița             | 1:3                   | Politehnica Iași      |
|                   | Ceahlăul Piatra Neamț       | 0:1                   | FC Baia Mare          |
|                   | Șurianul Sebeș              | 1:6                   | Dinamo Bukarest       |
|                   | CIL Mecanica Sighet         | 2:0                   | FC Bihor Oradea       |
|                   | Chimia Râmnicu Vâlcea       | 2:0                   | Jiul Petroșani        |
| 15. Dezember 1984 | FC Argeș Pitești            | 2:0                   | Politehnica Timișoara |
| 16. Februar 1985  | CS Târgoviște               | 10:3 1                | Universitatea Craiova |

## Achtelfinale
| Datum            |                       | Ergebnis              |                        | Ort           |
| ---------------- | --------------------- | --------------------- | ---------------------- | ------------- |
| 20. Februar 1985 | Dinamo Bukarest       | 2:1                   | Corvinul Hunedoara     | Alba Iulia    |
|                  | Universitatea Craiova | 1:0                   | FCM Brașov             | Bukarest      |
|                  | Politehnica Iași      | 2:1                   | FC Argeș Pitești       | Craiova       |
|                  | CIL Mecanica Sighet   | 1:0                   | AS Victoria Bukarest 1 | Deva          |
|                  | Steaua Bukarest       | 2:0                   | Dunărea CSU Galați     | Galați        |
|                  | Chimia Râmnicu Vâlcea | 1:0                   | Rapid Bukarest         | Pitești       |
|                  | AS Mizil              | 1:1 n. V. (3:2 i. E.) | SC Bacău               | Râmnicu Sărat |
|                  | FC Baia Mare          | 1:0                   | Sportul Studențesc     | Sibiu         |

## Viertelfinale
| Datum            |                       | Ergebnis  |                       | Ort         |
| ---------------- | --------------------- | --------- | --------------------- | ----------- |
| 27. Februar 1985 | Politehnica Iași      | 2:0       | CIL Mecanica Sighet   | Brașov      |
|                  | Steaua Bukarest       | 1:0       | FC Baia Mare          | Cluj-Napoca |
|                  | Universitatea Craiova | 3:1 n. V. | AS Mizil              | Pitești     |
|                  | Dinamo Bukarest       | 3:1       | Chimia Râmnicu Vâlcea | Ploiești    |

## Halbfinale
| Datum         |                       | Ergebnis |                  | Ort      |
| ------------- | --------------------- | -------- | ---------------- | -------- |
| 12. Juni 1985 | Steaua Bukarest       | 5:0      | Dinamo Bukarest  | Bukarest |
|               | Universitatea Craiova | 2:0      | Politehnica Iași | Ploiești |

## Finale
| Paarung               | Steaua Bukarest – Universitatea Craiova |
| Ergebnis              | 2:1 (1:0) |
| Datum                 | 23. Juni 1985 |
| Stadion               | Stadionul 23 August, Bukarest |
| Zuschauer             | 60.000 |
| Schiedsrichter        | Stefan Dan Petrescu (Bukarest) |
| Tore                  | 1:0 Marius Lăcătuș (10.) 1:1 Sorin Cărțu (69.) 2:1 Victor Pițurcă (73.) |
| Steaua Bukarest       | Helmut Duckadam, Ștefan Iovan, Adrian Bumbescu, Miodrag Belodedici, Augustin Eduard, Ștefan Petcu, László Bölöni, Tudorel Stoica, Mihail Majearu (73. Marin Radu), Marius Lăcătuș (51. Gavril Balint), Victor Pițurcă Cheftrainer: Emerich Jenei |
| Universitatea Craiova | Silviu Lung, Nicolae Negrilă, Costică Ștefănescu, Nicolae Tilihoi, Marin Matei, Adrian Popescu, Vasile Mănăliă, Mircea Irimescu, Ion Geolgău (67. Emil Săndoi), Marian Bâcu, Sorin Cârțu Cheftrainer: Florin Halagian, Silviu Stănescu           |